# Маузолеј
Маузолеј је велика и импресивна гробница, обично изграђена за умрлог вођу или неку другу значајнију особу. Име је добио по гробу краља Маузола, који се налазио у центру Халикарнаса, данашњег Бодрума у Турској. Због своје је величине и знаменитости сматран једним од седам светских чуда, а по њему су касније монументалне гробнице назване маузолејима. Гроб краља Маузола у Халикарнасу грађен је половином 4. века п. н. е. Био је висок 50 метара и састојао се од високог квадратног постоља (сокла) на коме су били постављени јонски стубови образујући пространу халу. Изнад ње се налазио кров у виду пирамиде која је била завршена групом фигура. На рељефном фризу радили су најпознатији савременици - вајари Скопас, Леохарес, Бријаксис и Тимотеос. Маузолеј је за време једног земљотреса потпуно уништен, а један опис је нађен код Плинија Старијег. Фриз, као и једна статуа налазе се у Британском музеју у Лондону.

## Познати маузолеји

### Демократска Народна Република Кореја
- Кумсусан, Палата сећања маузолеј Ким Ил Сунга у Пјонгјангу

### Турска
- Маузолеј у Халикарнасу (код данашњег града Бодрум у Турској)
- Антикабир, Ататурков маузолеј у Анкари

### Иран
- Маузолеј Кира Великог у Пасаргаду
- Маузолеј Ајатолаха Хомеинија у Техерану

### Ирак
- Џамија и маузолеј Имама Алија у Наџафу

### Индија
- Таџ Махал у Агри

### Пакистан
- Мазар е Кваид, маузолеј оснивача Пакистана, Мухамеда Али Џине у Карачију

### Кина
- Маузолеј првог кинеског цара Ћин Ши Хуанга, у Сјиану (познат по војницима од теракоте)
- Маузолеј Мао Цедунга у Пекингу
- Маузолеј Суена Јатсена у Нанкингу

### Вијетнам
- Маузолеј Хо Ши Мина у Ханоју

### Узбекистан
- Маузолеј Тимур Ленка у Самарканду

### САД
- Грантова гробница у Њујорку

### Куба
- Маузолеј Ернеста Че Геваре у Санта Клари

### Јамајка
- Маузолеј Боба Марлија

### Немачка
- Маузолеј Ота фон Бизмарка у Заксенвалду

### Италија
- Августов маузолеј у Риму
- Хадријанов маузолеј (данас: Тврђава анђела) у Риму
- Теодориков маузолеј у Равени
- Маузолеј Гала Плацидија у Равени

### Хрватска
- Маузолеј Ивана Мештровића у селу Отавице код Дрниша

### Србија
- Маузолеј на Опленцу је маузолеј краљевске породице Карађорђевић
- Кућа цвећа у Београду (гроб Јосипа Броза Тита)

### Црна Гора
- Његошев маузолеј на Ловћену

### Чешка
- Маузолеј Клемента Готвалда у Прагу

### Русија
- Лењинов маузолеј на Црвеном тргу у Москви

## Галерија
- Таџ Махал је пример маузолеја
- Маузолеј на Ловћену
- Хадријанов маузолеј
- Антикабир, Ататурков маузолеј
- Маузолеј Хо Ши Мина
- Теодориков маузолеј у Равени
- Грантова гробница у Њујорку